# Phaea andrewsi
Phaea andrewsi är en skalbaggsart som beskrevs av Chemsak 2000. Phaea andrewsi ingår i släktet Phaea och familjen långhorningar. Inga underarter finns listade i Catalogue of Life.